# 弓湖 (艾伯塔省)
弓湖（英語：Bow Lake）是加拿大亚伯达省西部的一个冰川湖，位于落基山脉的弓河，海拔高度为1,920米，湖泊面积为3.21平方公里。
弓湖位于弓峰的南面，瓦普堤克山脉的东面，多洛米特山口的西面，可以通过班夫国家公园和贾斯珀国家公园之间的冰原公路到达。

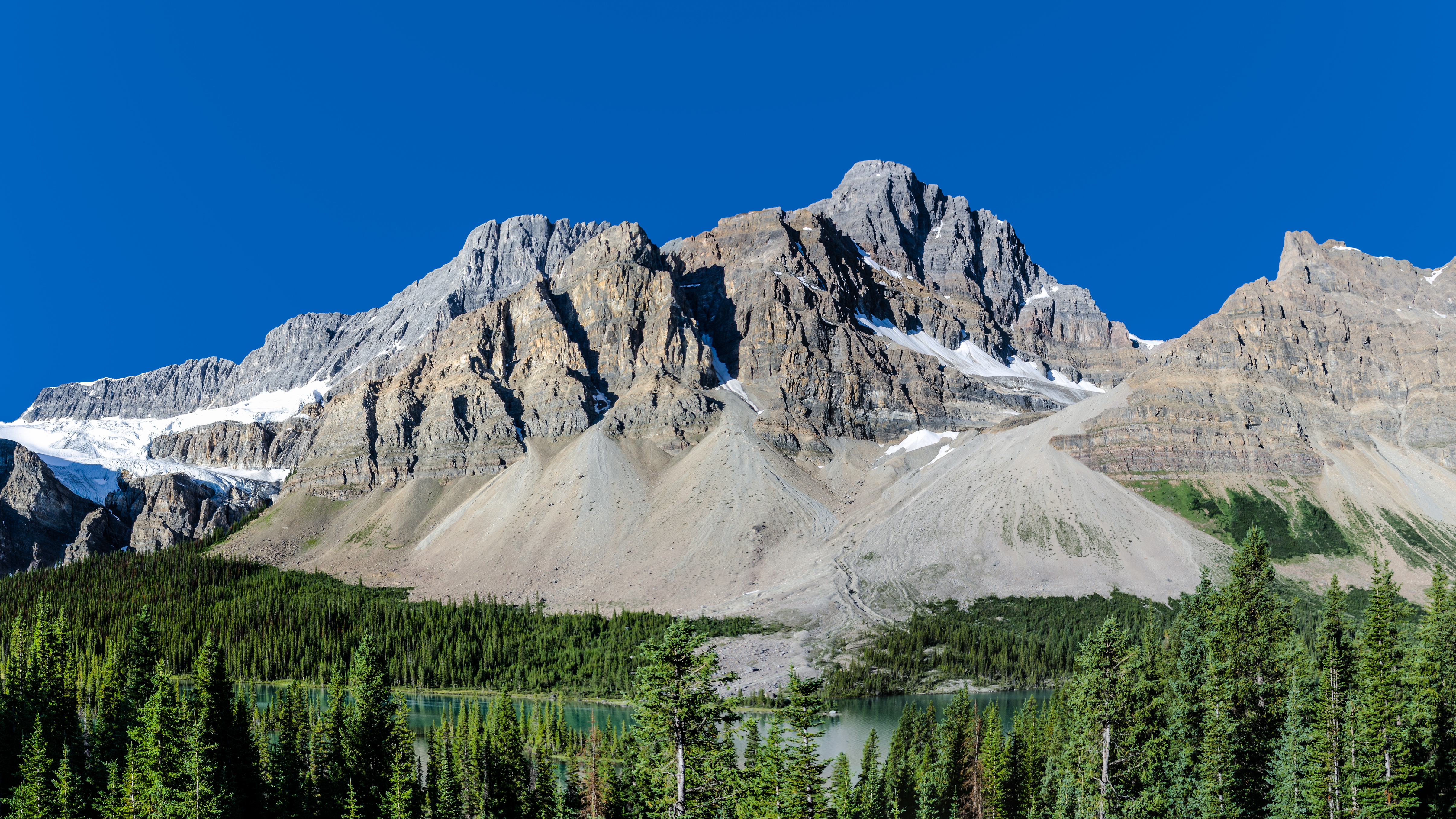
弓湖和克勞福特山(Crowfoot Mountain)的景緻
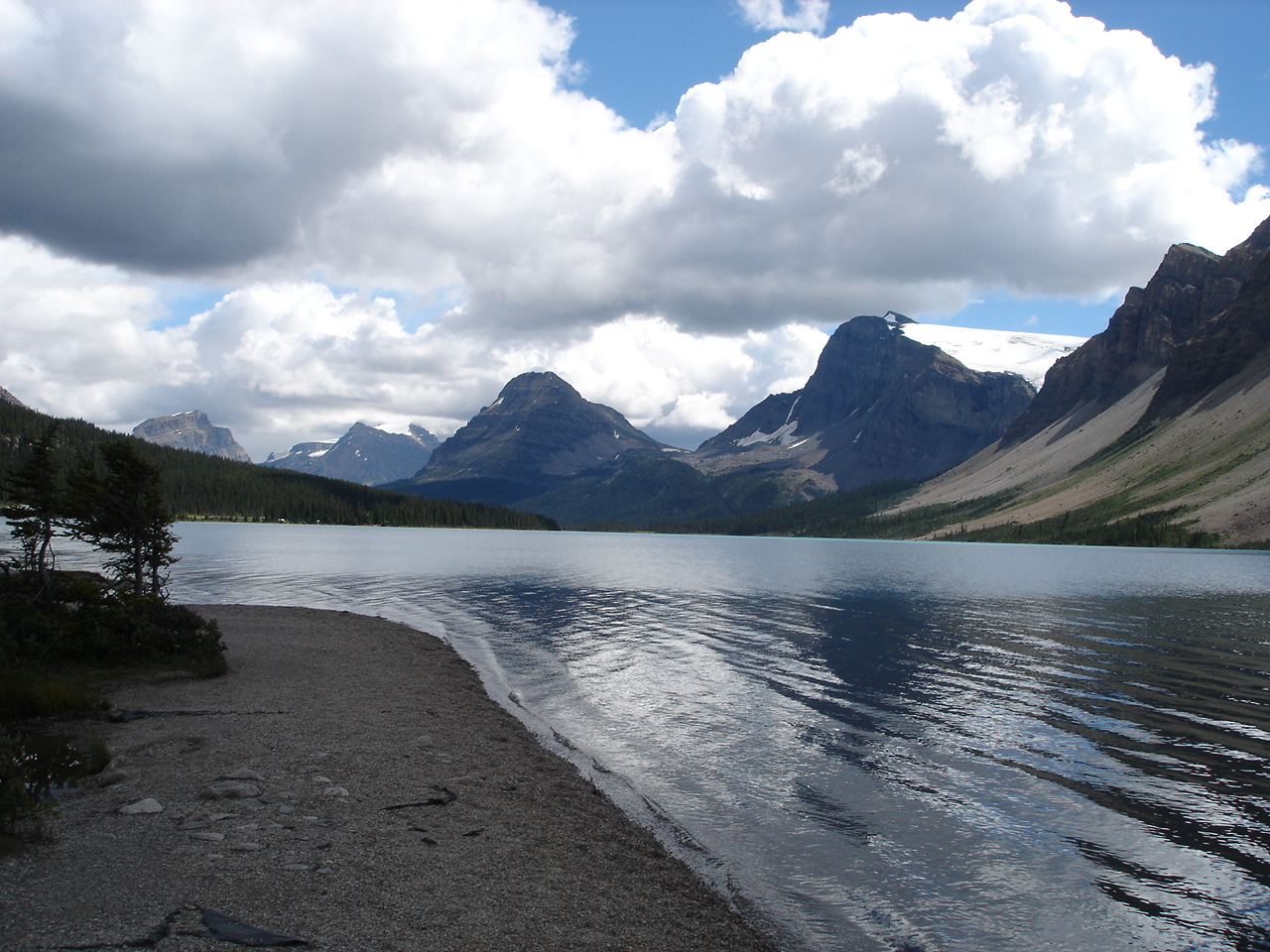
弓湖側面